# Вале-ду-Пезу
Вале-ду-Пезу (порт. Vale do Peso)  —  район (фрегезия) в Португалии,  входит в округ Порталегре. Является составной частью муниципалитета  Крату. По старому административному делению входил в провинцию Алту-Алентежу. Входит в экономико-статистический  субрегион Алту-Алентежу, который входит в Алентежу. Население составляет 344 человека на 2001 год. Занимает площадь 65,62 км².
Покровителем района считается Дева Мария (порт. Nossa Senhora da Luz). 